# Rheinau (Mannheim)

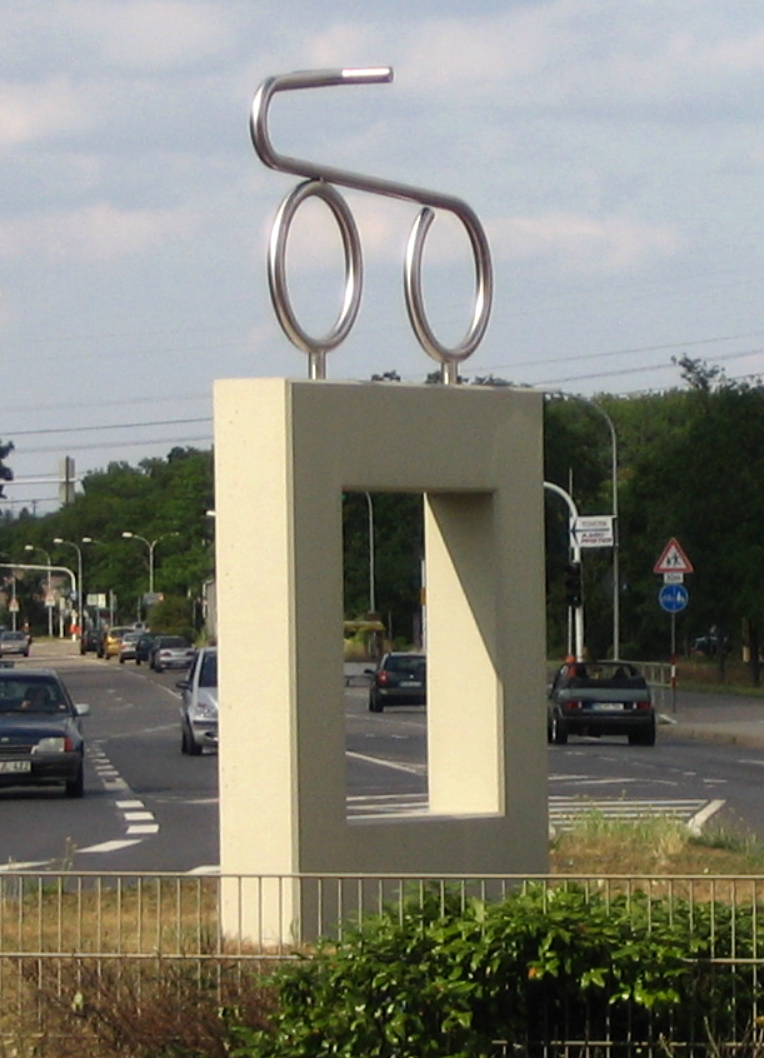
Drais-Denkmal am Ortseingang

Rheinau ist ein Stadtbezirk von Mannheim, der aus den vier Stadtteilen Casterfeld, Pfingstberg, Rheinau-Mitte und Rheinau-Süd besteht. Bis zur Neugliederung der Stadtteile Mannheims 2020 bestand der Stadtbezirk Rheinau nur aus dem einen, gleichnamigen Stadtteil.

## Geografie
Rheinau liegt im Süden Mannheims westlich der Autobahn A 6.
Der Stadtbezirk Rheinau grenzt an die Mannheimer Stadtteile Neckarau (Bezirk Neckarau), Hochstätt und Seckenheim (beide Bezirk Seckenheim) sowie Friedrichsfeld (Bezirk Friedrichsfeld). Im Süden grenzt Brühl-Rohrhof an, das zum Rhein-Neckar-Kreis gehört. Im Westen bildet der Rhein die Grenze zwischen der Rheinau und dem rheinland-pfälzischen Altrip.

## Geschichte
Um 1750 wurde die „Chaussee nach Schwetzingen“ gebaut, die vom Mannheimer Schloss und an Neckarau vorbei kommend geradeaus durch den Bereich des heutigen Stadtteils Rheinau zum Schwetzinger Schloss, der Sommerresidenz des Kurfürsten, führte. Um auf etwa halbem Weg die Kutschpferde wechseln zu können, wurde in der Nähe des heutigen Karlsplatzes ein Relaishaus errichtet. 1817 fuhr Karl Freiherr von Drais mit seiner zweirädrigen Laufmaschine von der Mannheimer Innenstadt zum Relaishaus und zurück, um seine Erfindung zu testen. Aus diesem Zweirad hat sich das Fahrrad entwickelt.
1774 baute Georg Freiherr von Stengel unweit des Relaishauses den Stengelhof.
1860 wurde eine Ziegelei erbaut und begründete die Industrialisierung. 1870 wurde die Rheintalbahn, die Karlsruhe und Mannheim verband, gebaut, an der sich die Chemische Fabrik Rheinau (heute TIB Chemicals) ansiedelte, die den Namen Rheinau begründete. Um sie herum entstanden Häuser für die Arbeiter.
1896 begann die Hafenbaugesellschaft Rheinau GmbH mit dem Ausbau des Altrheinarms als erstes Hafenbecken. Es entstand dort ein turmartiges Pegelhäuschen, das bis heute erhalten ist. So konnten die Schiffe auf dem Rhein den Pegelstand im Hafen erfahren. Inzwischen umfasst der Rheinau-Hafen insgesamt vier Hafenbecken. Mit dem Bau des Rheinauer Hafens um 1900 vergrößerte sich auch die Siedlung rasch. Bis 1913 war Rheinau ein Nebenort von Seckenheim, dann wurde es zu Mannheim eingemeindet. Ab 1920 entstand ursprünglich als Eisenbahnersiedlung Pfingstberg. Rheinau-Süd wurde als IG-Farben-Siedlung in den 1930ern auf Brühler Gemarkung (Ortsteil Rohrhof) gegründet. 1944 wurde es zu Mannheim eingemeindet. In den 1980ern wurde es mit Einfamilienhäusern planmäßig stark vergrößert.
| Einwohnerentwicklung | 1834 | 1875 | 1905 | 1910 | 1925 | 1946   | 1975   | 1978   | 2008   | 2013   |
| -------------------- | ---- | ---- | ---- | ---- | ---- | ------ | ------ | ------ | ------ | ------ |
| Rheinau              | 10   | 120  | 3152 | 3950 | 5412 | 11.109 | 21.595 | 23.672 | 25.694 | 24.271 |

## Politik, Verwaltung
Nach der Hauptsatzung der Stadt Mannheim hat der Stadtbezirk einen Bezirksbeirat, dem 12 dort wohnende Bürger angehören, die der Gemeinderat entsprechend dem Abstimmungsergebnis der Gemeinderatswahl bestellt. Sie sind zu wichtigen Angelegenheiten, die den Stadtbezirk betreffen, zu hören und beraten die örtliche Verwaltung sowie Ausschüsse des Gemeinderats.
| Partei           | 2019 | 2014 | 2009 | 2004 | 1999 | 1994 |
| ---------------- | ---- | ---- | ---- | ---- | ---- | ---- |
| SPD              | 3    | 3    | 5    | 4    | 4    | 5    |
| GRÜNE            | 2    | 1    | 1    | 1    | -    | 1    |
| CDU              | 2    | 4    | 4    | 6    | 7    | 5    |
| FDP              | 1    | -    | 1    | -    | -    | -    |
| Mannheimer Liste | 1    | 1    | 1    | 1    | 1    | 1    |
| Die Linke        | 1    | 1    | -    | -    | -    | -    |
| AfD              | 2    | 2    | -    | -    | -    | -    |

Als einer der elf äußeren Stadtbezirke besitzt Rheinau ein Gemeindesekretariat, dem örtliche Verwaltungsaufgaben obliegen.

## Wirtschaft und Infrastruktur

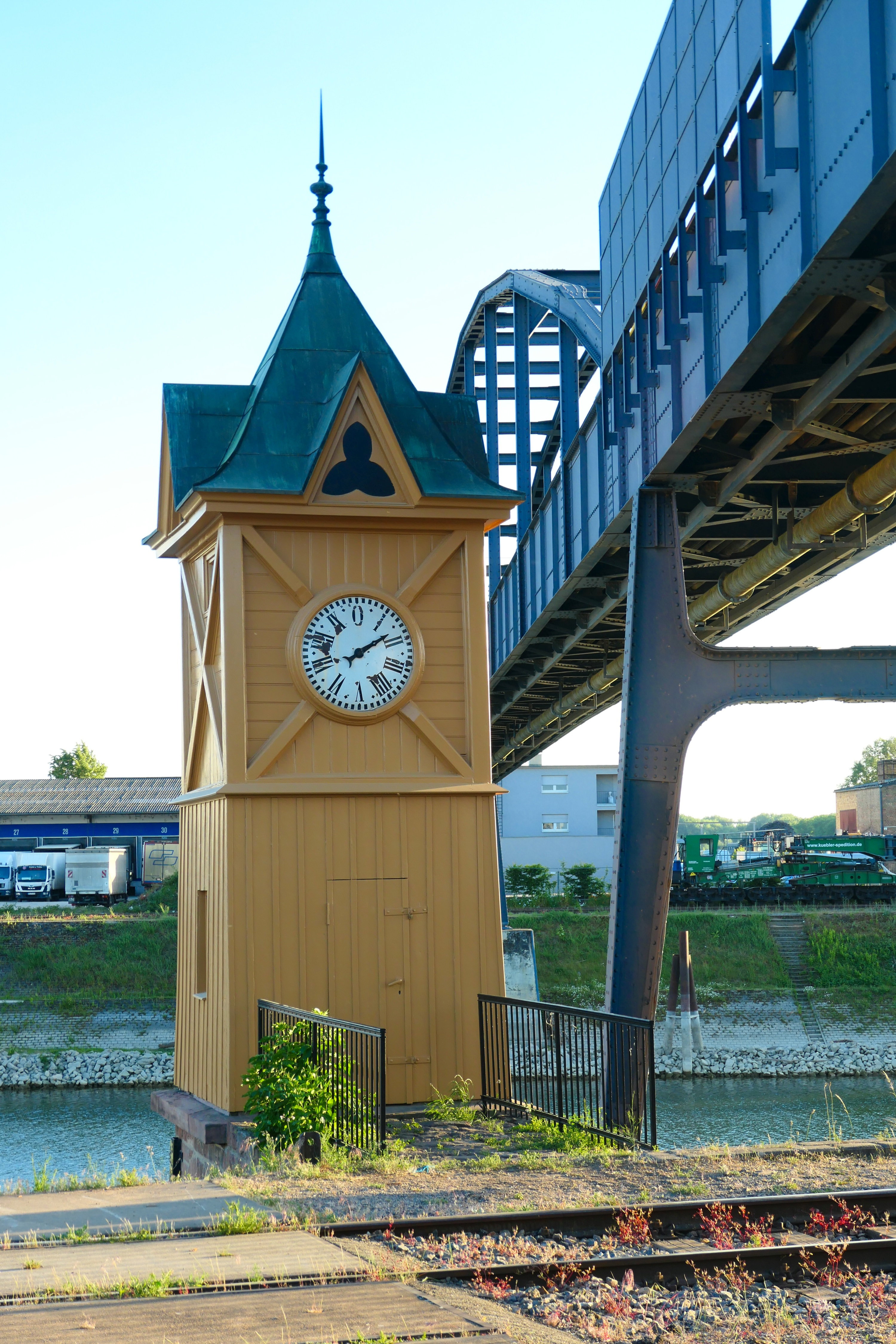
Alte Pegeluhr im Rheinauhafen

In Mannheim-Rheinau betreibt die RWE AG seit Mitte der 20er Jahre ein großes Umspannwerk, welches im Zuge des Baus der Nord-Süd-Leitung errichtet wurde. Wegen der günstigen Lage dieses Umspannwerks (Starke Speisung durch nahegelegene Kohlekraftwerke und zentrale Lage im Netz der RWE AG) begann man schon in den 20er Jahren auf dem Areal dieses Umspannwerks auch mit der Erprobung von neuen Elementen für Hochspannungsanlagen und wählte Rheinau als Sitz des Forschungsvereins Forschungsgemeinschaft für elektrische Anlagen und Stromwirtschaft e. V. (FGH), der sich der Weiterentwicklung von Komponenten der Hochspannungstechnik widmet. Die Nähe zur BBC-Zentrale (heute ABB) Deutschland mit ihrem großen Werk in Mannheim-Käfertal sowie einem Kabel- und Drahtwerk in Mannheim-Neckarau waren weitere Gründe für diesen Standort. Die FGH besitzt westlich des Umspannwerks ein eigenes Hochspannungsprüffeld, errichtet aber gelegentlich auch Versuchsaufbauten auf dem Umspannwerk Mannheim-Rheinau.
Die Linie 1 Schönau–Rheinau der RNV durchfährt den Stadtteil bis zum südlich gelegenen Bahnhof Mannheim-Rheinau an der Bahnstrecke Mannheim–Rastatt.
Südlich deren Trasse befindet sich der Rheinau-Hafen, der Teil des Mannheimer Hafens ist.
Die vierspurige Bundesstraße 36 hat drei Anschlussstellen in Rheinau.

## Stadtteilleben
Der Stadtbezirk Mannheim-Rheinau umfasst über 60 Vereine. Ihre Dachorganisation, damit auch der zentrale Bürgerverein des Stadtbezirks, ist der 1957 gegründete „Gemeinnützige Verein Mannheim-Rheinau“.
Die Geschichte von Rheinau und Pfingstberg erforscht und archiviert der 1982 gegründete „Heimatverein Rheinau/Pfingstberg von 1982 e.V“. Am Rheinauer See mit seinem Schwimmbad, den Angelzonen, dem Tauchbereich und der Wasserskianlage ist zudem für jeden Geschmack etwas dabei.
Familien finden in Rheinau neben den zahlreichen Vereinen auch zahlreiche Bildungs- und Betreuungsangebote vor, wie 15 Kindertagesstätten und sieben Schulen.

## Sehenswürdigkeiten
Im Stadtteil Rheinau-Mitte:

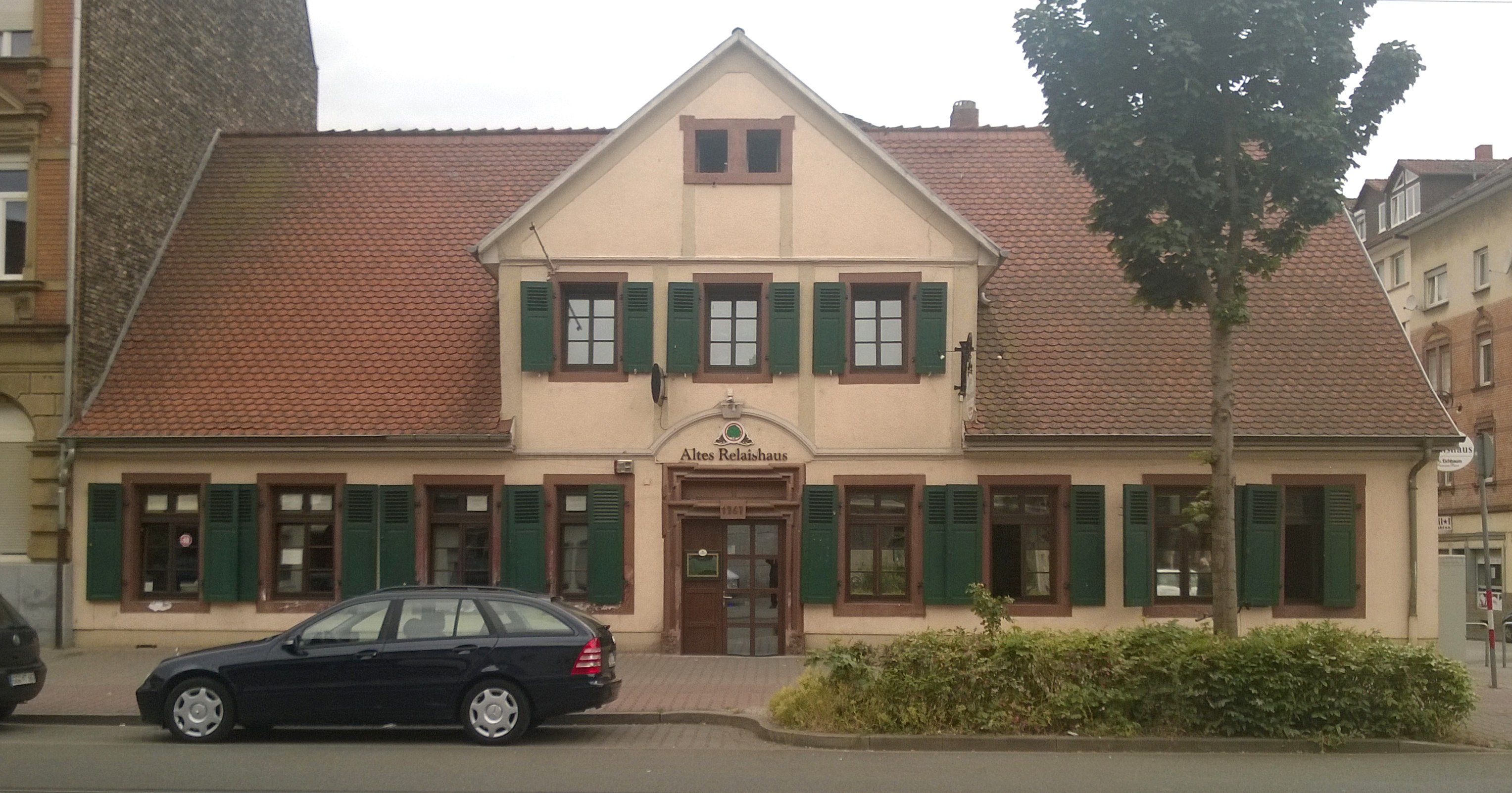
Altes Relaishaus in Mannheim-Rheinau aufgenommen am 9. Juni 2015 vor dem Brand am 21. Oktober 2015

Zwischen 1768 und 1771 wurde im heutigen Rheinau das „Kießler-Hof“ genannte Wohnhaus an der damals neuen Chaussee nach Schwetzingen errichtet. Im Lauf des 19. Jahrhunderts wurde es als Gaststätte genutzt. Ab ca. 1870 erhielt es den Namen "Altes Relaishaus". Am 21. Oktober 2015 wurde es teilweise durch Brandstiftung zerstört und verfällt seitdem. Laut Landesdenkmalamt soll dennoch die Denkmaleigenschaft erhalten bleiben. Das Feuer hat hauptsächlich den Mitte der 1980er-Jahre erneuerten Dachstuhl und das Innere des Hauses zerstört.
Im Stadtteil Pfingstberg:

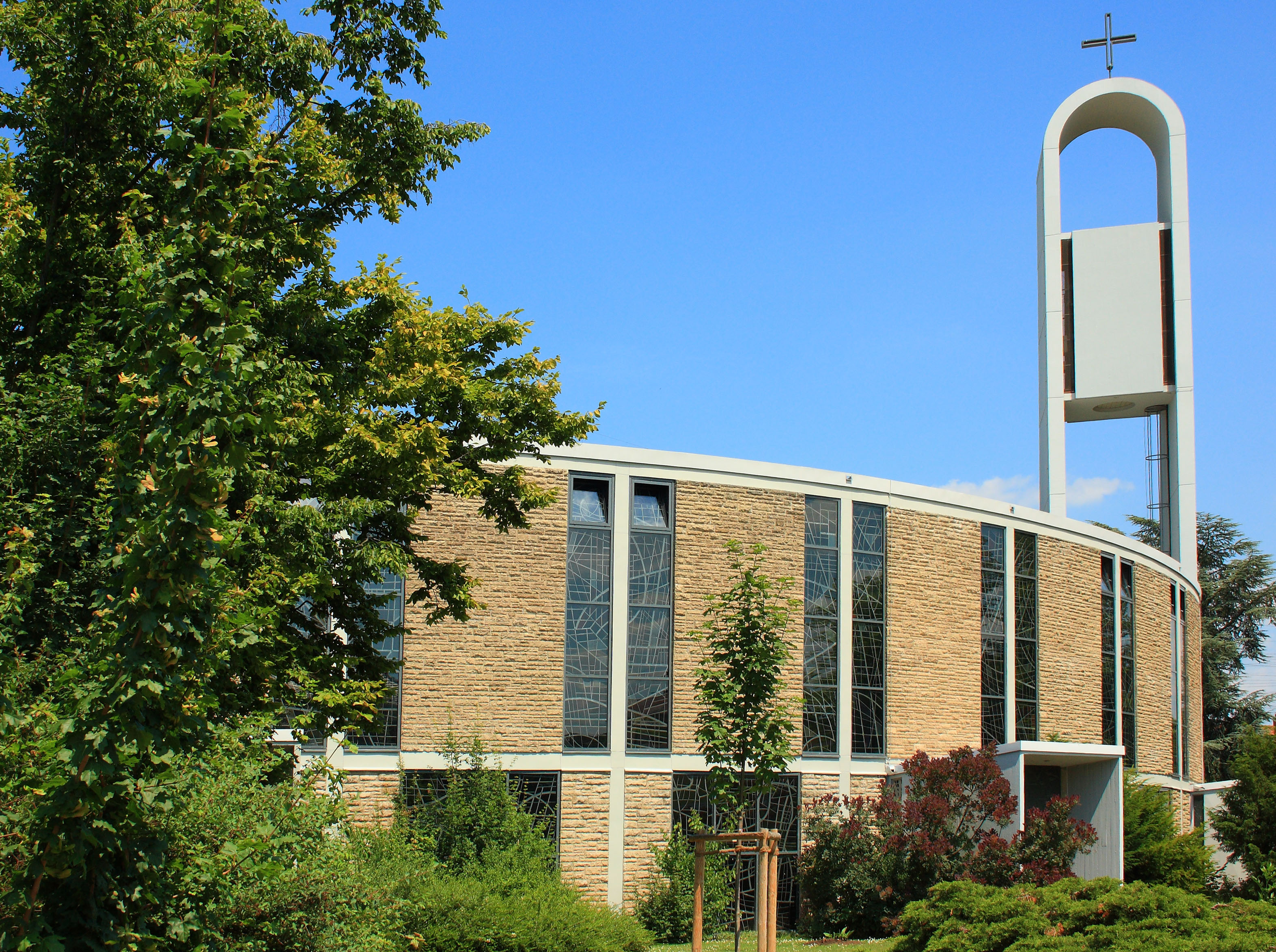
St. Theresia vom Kinde Jesu in Pfingstberg

Der Stadtteil Pfingstberg ist überregional bekannt durch seine herausragenden Kirchenbauten. Das gilt vor allem für die 1959 begonnene und 1961 fertiggestellte katholische Kirche St. Theresia vom Kinde Jesu in der Herbststraße. Der „Baedeker“, Deutschlands renommiertester Reiseführer, nannte sie in seinem Band über Mannheim eine der schönsten Kirchen Deutschlands; bei einer vom Auswärtigen Amt in den USA durchgeführten Wanderausstellung mit dem Titel „Moderner Deutscher Kirchenbau“ war sie eine von nur vier präsentierten Objekten.

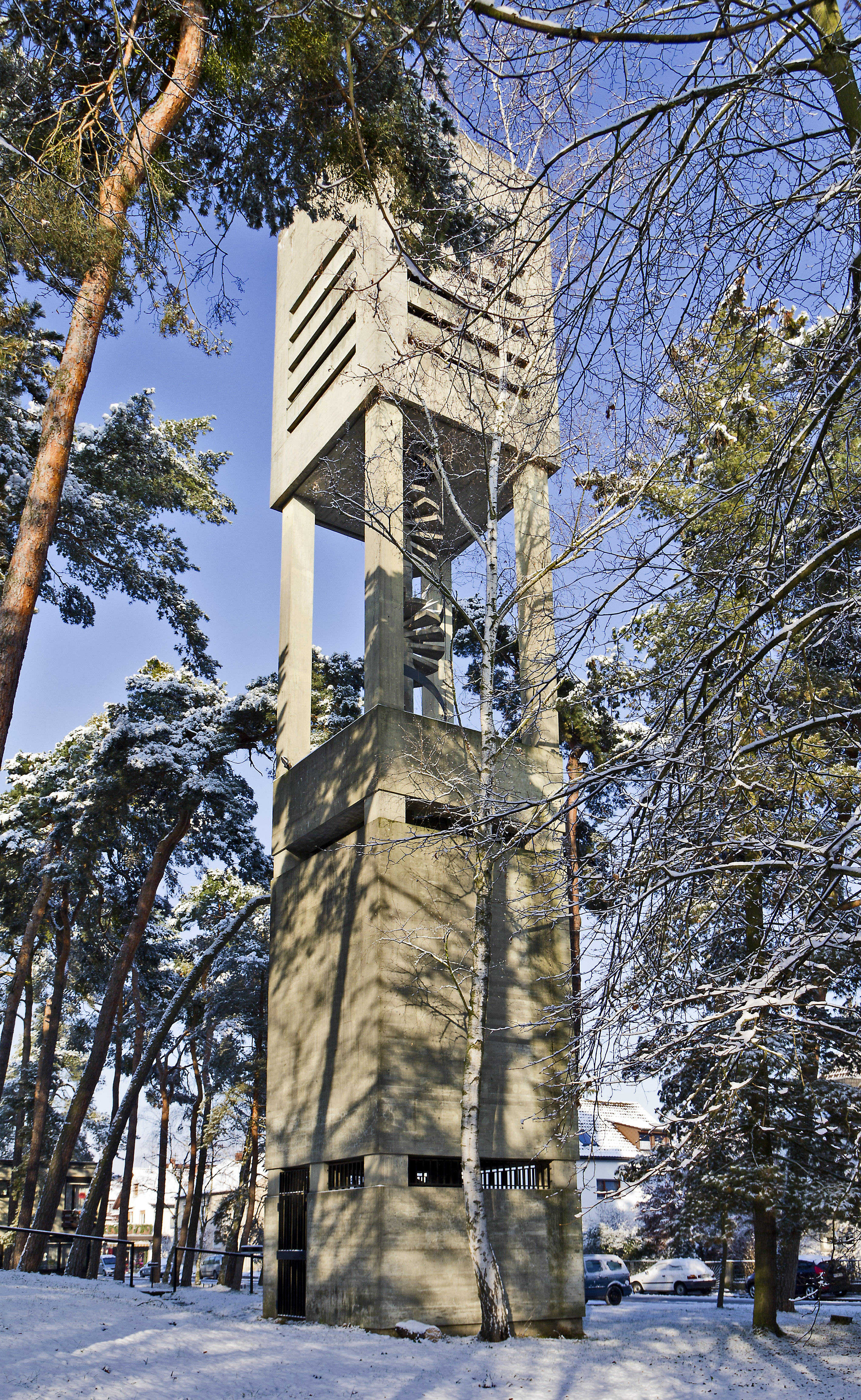
Turm der Pfingstbergkirche

Als weitere bemerkenswerte Kirche auf dem Pfingstberg ist die evangelische Pfingstbergkirche zu nennen. Nachdem die 1933 errichtete Kirche 1944 im 2. Weltkrieg zerstört worden war, wurde sie zwischen 1962 und 1963 nach den Plänen von Carlfried Mutschler neu erbaut. Die Kirche wurde vollständig aus Glas und Beton errichtet, was von innen aus gesehen den Eindruck vermittelt, sich im umgebenden Wald aufzuhalten.
Markant ist auch der auf dem Marktplatz im Herzen der Siedlung befindliche Flügelrad-Brunnen, der 1992/1993 von den Bürgern im Rahmen der „Marktplatz-Initiative Pfingstberg“ konzipiert und teilweise selbst finanziert wurde. Die Gestaltung stammt von der bekannten Mannheimer Künstlerin Maritta Kaltenborn und nimmt Rekurs auf die Entstehung des Ortsteils als Eisenbahnersiedlung: Fundament des Brunnens ist ein drei Meter Durchmesser zählendes Bassin aus Gertelbach-Granit, dessen Ränder kleine Einbuchtungen in Form von Lok-Schuppen aufweisen. Herzstück ist eine aus Bronze gegossene Plastik, die ein Flügelrad symbolisiert.
Die Häuser der Eisenbahnersiedlung wurden von Mitarbeitern der damaligen Reichsbahn in den 1920er-Jahren erbaut. Beim Bau der Häuser wussten die Reichsbahner nicht, wer später welches Haus bekommen wird. Nach Fertigstellung der Häuser wurden diese verlost, womit unterschiedliche Bauqualitäten verhindert werden sollten.
Nördlich vom Pfingstberg verläuft der 5360 m lange Eisenbahntunnel der Schnellfahrstrecke Mannheim–Stuttgart, der auch der Pfingstbergtunnel genannt wird. Der nördliche Tunneleingang ist beim Pfingstbergweiher, der südliche Eingang bei Brühl (Baden).

## Persönlichkeiten

### Söhne und Töchter Rheinaus
- Rudolf Zöbeley (1901–1991), evangelischer Theologe und Kirchenliedkomponist
- Hubertus Drobner (* 1955), römisch-katholischer Theologe und Hochschullehrer
- Roland Schmaltz (* 1974), ehemaliger dreifacher Weltmeister im Bullet-Schach

### Mit Rheinau verbunden
- Robert Zollitsch (* 1938), ehemals Erzbischof von Freiburg und Vorsitzender der deutschen Bischofskonferenz, wohnte in Mannheim-Rheinau und war in der katholischen Kirchengemeinde St. Antonius Rheinau als Vikar tätig.
- Maurizio Gaudino (* 1966 in Brühl), ehemaliger deutscher Fußballnationalspieler, war u. a. Spieler bei TSG Rheinau.